# Inglês antigo
O inglês antigo, ou arcaico, também denominado de anglo-saxão ou inglês saxônico (conhecido como Englisċ (pronunciado: [ˈeŋɡliʃ]), por seus falantes e Old English ou Anglo-Saxon em inglês moderno) é a forma mais antiga da língua inglesa, falado onde hoje é a Inglaterra e o sul da Escócia, entre meados do século V e meados do século XII.
Trata-se de uma língua germânica ocidental, do grupo anglo-frísio e é, portanto, próximo ao frísio antigo e ao saxão antigo. No entanto, alguns linguistas, como o professor de linguística da Universidade de Oslo Jan Terje Faarlund, consideram o inglês uma língua nórdica. Outros autores, como Richard W. Bailey e Karl Maroldt, classificam o inglês médio (descendente imediato do inglês antigo a partir do qual se desenvolveu o inglês moderno) como uma língua crioula que teria sido resultado da mistura do inglês antigo e o francês normando. O inglês antigo se desenvolveu a partir de um conjunto de dialetos anglo-frísios ou ingvaeônicos falados originalmente por tribos germânicas tradicionalmente conhecidas como anglos, saxões e jutos.
O inglês antigo não foi um idioma estático. Seu uso cobre um período de aproximadamente 600 anos, das migrações anglo-saxãs no século V até a invasão normanda de 1066, quando a língua sofreu uma mudança radical por causa da invasão normanda de Guilherme, o Conquistador, que trouxe muitas palavras e influências normandas para o inglês. Deste ponto em diante, a língua é conhecida como inglês médio.
O inglês antigo se dividia em quatro dialetos: o saxão ocidental, no qual foram escritos os primeiros documentos em inglês antigo, incluindo o Beowulf; o kentiano, mércio, dialeto no qual o inglês tem importantes raízes; e o nortúmbrio.

## Etimologia
Englisċ, do qual a palavra English é derivada, significa 'pertencente aos anglos'. No inglês antigo, essa palavra foi derivada de Angles (uma das tribos germânicas que conquistou partes da Grã-Bretanha no século V). Durante o século IX, todas as tribos germânicas invasoras eram chamadas de Englisċ. Foi levantada a hipótese de que os anglos adquiriram seu nome porque as terras onde eles viviam na costa da Jutlândia (hoje Dinamarca continental) se assemelhavam a um anzol. *Anguz, do protogermânico, também significava "estreito", referindo-se às águas rasas perto da costa. Essa palavra no final das contas remonta à palavra *h₂enǵʰ, do protoindo-europeu, também significando 'estreito'.
Outra teoria é que a derivação de 'narrow' (estreito, em português) é a mais provavelmente conectada com angling (pesca com anzol, em português), que se originou de uma raiz protoindo-europeia que significa dobra, ângulo. O elo semântico seria fishing hook (anzol de pesca, em português), que é curvo ou dobrado em um ângulo. Em qualquer caso, os anglos podem ter sido chamados assim porque eram pescadores ou descendiam originalmente deles e, portanto, a Inglaterra significaria 'terra dos pescadores' e o inglês seria 'a língua dos pescadores'.

## Fonologia
A fonologia do inglês antigo é similar à do inglês moderno, a maior diferença está na existência de vogais longas que mudavam o significado de palavras e algumas consoantes. Haviam também variedade fonológica entre os dialetos, como por exemplo, no saxão ocidental, [æ] e [io] se convertiam em [ie].

### Consoantes
O sistema de consoantes do inglês é essencialmente idêntico ao do inglês moderno. No entanto, existem diferenças ortográficas, como o uso de ð e þ para, respectivamente, os sons [ð] e [θ]; o uso de ƿ para a aproximante labiovelar; o cg para [dʒ]; c para representar tanto [k] quanto [tʃ]; o f usado para simbolizar tanto o [f] (surdo) quanto o [v] (sonoro); o g usado para demonstrar [ɡ], bem como [j] e também [ɣ]; e, por fim, o uso de h para representar [x] assim como [h]. Abaixo há uma tabela das consoantes do inglês antigo.
|             | Labial | Dental | Alveolar | Pós-alveolar | Palatal | Velar | Glotal |
| ----------- | ------ | ------ | -------- | ------------ | ------- | ----- | ------ |
| Nasal       | m      |        | n        |              |         | ŋ     |        |
| Oclusiva    | p b    |        | t d      |              |         | k ɡ   |        |
| Africada    |        |        |          | tʃ dʒ        |         |       |        |
| Fricativa   | f v    | θ ð    | s z      | ʃ            |         | x ɣ   | h      |
| Aproximante |        |        | l        |              | j       |       |        |
| Vibrante    |        |        | r        |              |         |       |        |

### Vogais
No inglês antigo, a quantidade das vogais importava no significado das palavras, algo que não existe mais no inglês moderno. Portanto, existiam palavras como āc ("carvalho", em português) e ac ("mas, e", em português). Abaixo há uma tabela de vogais e ditongos do inglês antigo.
|                 | Anterior    | Anterior        | Posterior   | Posterior |
| não arredondada | arredondada | não arredondada | arredondada |           |
| --------------- | ----------- | --------------- | ----------- | --------- |
| Fechado         | i iː        | y yː            |             | u uː      |
| Média           | e eː        |                 |             | o oː      |
| Aberta          | æ æː        |                 | ɑ ɑː        |           |

|                      | Monomoraico | Bimoraico |
| -------------------- | ----------- | --------- |
| Fechado e semiaberto | iɛ          | iːɛ       |
| Médio e semiaberto   |             | eːɔ       |
| Semiaberto           | ɛɔ          |           |
| Aberto               | æa          | æːa       |